# Live
Live ( /laɪv/, frequentemente grafada como Līve, LĪVE, ou +LĪVE+) é uma banda de rock norte-americana formada em York, na Pensilvânia, no ano de 1984 por Ed Kowalczyk (vocalista, guitarra base e compositor principal), Chad Taylor (guitarra solo e vocais de apoio), Patrick Dahlheimer (baixo) e Chad Gracey (bateria). Kowalczyk é o único membro remanescente da formação original, com outros três sendo excluídos da banda antes de uma turnê em 2022. Segundo Kowalczyk, o nome da banda foi escolhido por acaso, selecionando papéis postos em um boné. A banda vendeu mais de 20 milhões de cópias em todo o mundo.

## História
O Live foi formado em 1984, na cidade de York, no estado americano da Pennsylvania. Os quatro integrantes da banda são Ed Kowalczyk (vocais), Patrick Dahlheimer (baixo), Chad Taylor (guitarra) e Chad Gracey (bateria). Ainda quando eram jovens, Taylor, Gracey e Dahlheimer se conheceram no colégio e formaram uma banda instrumental chamada First Aid. Depois de um tempo, Ed (que também os conhecia do colégio) se juntou ao grupo e, após algumas mudanças de nome (passaram por Action Front e Public Afection), algumas fitas demos e um álbum promocional financiado pela própria banda ("Death of a Dictionary"), a banda finalmente assina com a Radioctive.
Em 1991, a banda lança o seu débutː o álbum intitulado Mental Jewelry, produzido por Jerry Harrison (Talking Heads). Foi apenas após a gravação do álbum que a banda resolveu passar a se chamar Live. Logo de cara, percebeu-se que um dos grandes trunfos da banda eram as letras escritas por Ed. O álbum tem várias canções baseadas nos escritos do filósofo indiano Jiddu Krishnamurti (principalmente no livro "You Are The World") e, assim, as letras ganham tons ideológicos e espirituais, fazendo muita gente comparar o Live com o U2 mais antigo. Musicalmente, a banda foi logo associada ao R.E.M., devido ao fato de os vocais de Ed serem parecidos com os de Michael Stipe, além do que a banda também pratica um rock alternativo, com um certo apelo pop. Destacam-se, nesse álbum, várias ótimas canções, como "Pain Lies on the Riverside" e "Operation Spirit (The Tyranny of Tradition)".

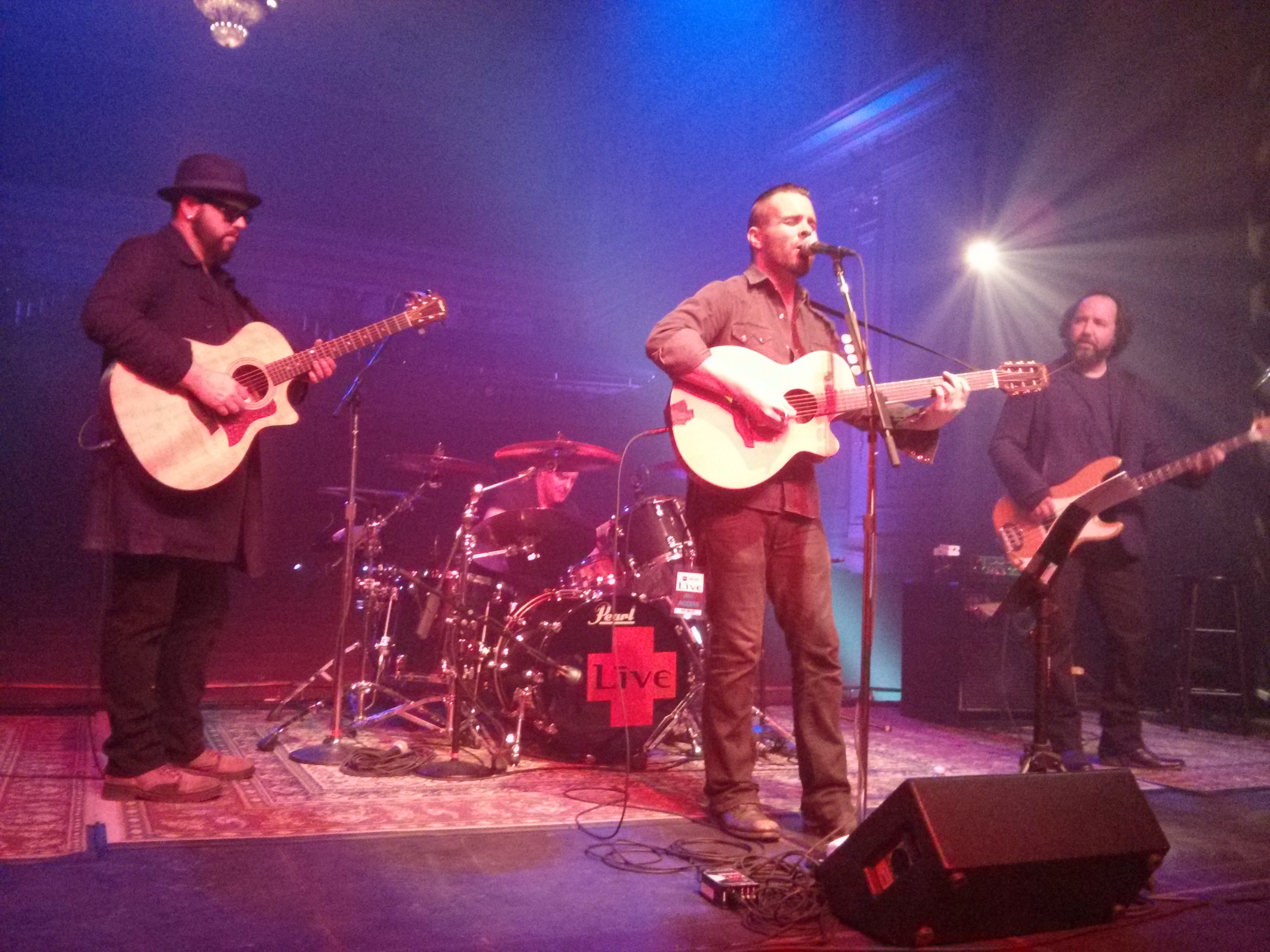
A banda se apresentando em 2013, com Chris Shinn

O primeiro álbum fez bastante sucesso, mas foi somente com o disco Throwing Copper, de 1994, que a banda ficou conhecida mundialmente. Esse disco vendeu aproximadamente 8 milhões de cópias somente nos Estados Unidos, alavancadas pelas excelentes canções existentes no álbum como "Selling the Drama", "Lightning Crashes", "Shit Towne" e "Stage", sendo esta última a mais pesada e rápida canção já composta pelo quarteto. Em 1995, a banda seria escolhida como a melhor do ano pela revista Rolling Stone.
Em fevereiro de 1997 lançaram o álbum Secret Samadhi, que não foi tão elogiado quanto os discos anteriores, mas que também fez muito sucesso. Esse novo álbum foi produzido por Jay Healy, que havia produzido algumas demos da banda no início de sua carreira. Os destaques ficam por conta das músicas "Rattlesnake" e "Lakini's Juice".
Já em 1999, foi lançado o quarto disco da banda, chamado The Distance to Here, que segue a mesma linha dos discos anteriores. A banda apresenta mais algumas belas canções como "The Dolphin's Cry" e "The Distance". A banda voltou aos estúdios em 2001, e em 18 de setembro do mesmo ano lançou o quinto álbum, chamado simplesmente de V. Uma das faixas, chamada "Overcome", é dedicada às vítimas do atentado terrorista que acontecera nos Estados Unidos uma semana antes. O trabalho foi produzido por Alain Johannes e Michael Railo (que participa de algumas faixas tocando teclado).
Dois anos depois, a banda retornou com Birds of Pray, disco que, de certa forma, foi uma retomada do que a banda sempre foi, deixando um pouco de lado as experimentações do álbum anterior. "Heaven" foi o principal single, enquanto "Like I Do" é destaque, com sua introdução de guitarra com efeito tremolo. O álbum repercutiu discretamente nas paradas, principalmente nos Estados Unidos, onde foi pouco notado. No entanto, o Live seguiu firme e, durante 2003, teve uma das turnês mais bem-sucedidas de sua carreira. Um dos pontos altos foi o show nos Países Baixos no final de agosto. A apresentação fazia parte do Lowlands Festival, onde o Live era o headliner (o Coldplay tocou antes deles). Mais de 40 mil fãs cantaram junto seus maiores sucessos. A banda esteve ainda no Brasil, onde tocou em Belo Horizonte, São Paulo e Rio de Janeiro, e passou também por países como África do Sul, Austrália, Nova Zelândia, Canadá e Estados Unidos.

## Integrantes

### Formação atual
- Ed Kowalczyk – vocal, guitarra rítmica (1984–2009, 2016–presente)

Banda de apoio
- Zak Loy – guitarra solo, vocais de apoio (2022–presente), guitarra base (2016–2022)
- Robin Diaz – bateria (2017–2019, 2022–2024)
- Chris Heerlein – baixo (2022–presente)

### Ex-integrantes
- Chris Shinn – vocal, guitarra rítmica (2012–2016)
- Patrick Dahlheimer – baixo, backing vocal (1984–2009, 2012–2022)
- Chad Gracey – bateria, percussão (1984–2009, 2012–2022)
- Chad Taylor – guitarra, backing vocal (1984–2009, 2012–2022)

## Discografia

### Álbuns de estúdio
| Ano  | Detalhes                                                                   | Paradas musicais | Paradas musicais | Paradas musicais | Paradas musicais | Paradas musicais | Paradas musicais | Paradas musicais | Paradas musicais | Paradas musicais | Paradas musicais | Paradas musicais | Paradas musicais | Paradas musicais | Paradas musicais | Paradas musicais | Certificações     |
| Ano  | Detalhes                                                                   | EUA              | UK               | ALE              | HOL              | AUS              | NZL              | NOR              | FIN              | SUE              | AUT              | SUI              | BEL (FL)         | BEL (VAL)        | CAN              | DIN              | Certificações     |
| ---- | -------------------------------------------------------------------------- | ---------------- | ---------------- | ---------------- | ---------------- | ---------------- | ---------------- | ---------------- | ---------------- | ---------------- | ---------------- | ---------------- | ---------------- | ---------------- | ---------------- | ---------------- | ----------------- |
| 1991 | Mental Jewelry - Lançamento: 31 de dezembro de 1991 - Formato: CD, CS, LP  | 73               | —                | —                | —                | —                | —                | —                | —                | —                | —                | —                | —                | —                | —                | —                | - EUA: Platina    |
| 1994 | Throwing Copper - Lançamento: 26 de abril de 1994 - Formato: CD, CS        | 1                | 37               | 28               | 5                | 1                | 1                | 24               | 38               | 11               | 11               | —                | 8                | 38               | 1                | —                | - AUS: 8× Platina |
| 1997 | Secret Samadhi - Lançamento: 18 de fevereiro de 1997 - Formato: CD, CS, LP | 1                | 31               | 23               | 4                | 2                | 1                | 5                | 15               | 8                | 10               | 17               | 3                | 27               | 1                | —                | - EUA: 2× Platina |
| 1999 | The Distance to Here - Formato: CD, CS                                     | 4                | 56               | 13               | 2                | 1                | 2                | 2                | 24               | 6                | 11               | 47               | 1                | 47               | 1                | —                | - AUS: 2× Platina |
| 2001 | V - Formato: CD, CS                                                        | 22               | 80               | 17               | 1                | 1                | 1                | 1                | 23               | 6                | 24               | 37               | 2                | —                | 5                | 22               | - AUS: Ouro       |
| 2003 | Birds of Pray - Formato: CD                                                | 28               | 199              | 43               | 1                | 3                | 10               | 5                | —                | 13               | 27               | 71               | 4                | 33               | —                | 20               | - AUS: Platina    |
| 2006 | Songs from Black Mountain - Formato: CD                                    | 52               | 172              | 73               | 1                | 4                | 6                | 4                | —                | 14               | 66               | 73               | 14               | —                | —                | —                | - AUS: Ouro       |
| 2014 | The Turn - Formato: CD                                                     | 133              | —                | —                | 139              | —                | —                | —                | —                | —                | —                | —                | —                | —                | —                | —                |                   |

### EPs
| Ano  | Título                       |
| ---- | ---------------------------- |
| 1990 | Divided Mind, Divided Planet |
| 1991 | Four Songs                   |
| 2018 | Local 717                    |

### Compilações
| Ano  | Título                                                          |
| ---- | --------------------------------------------------------------- |
| 2004 | Awake: The Best of Live                                         |
| 2007 | Radiant Sea: A Collection of Bootleg Rarities and Two New Songs |

### Singles
| Ano  | Título                                        | Posições          | Posições                  | Posições                 | Posições                     | Posições                | Posições         | Álbum                     |
| Ano  | Título                                        | Billboard Hot 100 | Billboard Hot 100 Airplay | Modern Rock Tracks chart | Mainstream Rock Tracks chart | Hot Adult Top 40 Tracks | UK Singles Chart | Álbum                     |
| ---- | --------------------------------------------- | ----------------- | ------------------------- | ------------------------ | ---------------------------- | ----------------------- | ---------------- | ------------------------- |
| 1992 | "Operation Spirit (The Tyranny of Tradition)" | -                 | -                         | 9                        | -                            | -                       | -                | Mental Jewelry            |
| 1992 | "Pain Lies on the Riverside"                  | -                 | -                         | 24                       | -                            | -                       | -                | Mental Jewelry            |
| 1993 | "The Beauty of Gray"                          | -                 | -                         | -                        | -                            | -                       | -                | Mental Jewelry            |
| 1994 | "Selling the Drama"                           | 43                | 42                        | 1 [3]                    | 4                            | -                       | 30               | Throwing Copper           |
| 1994 | "I Alone"                                     | -                 | 38                        | 6                        | 6                            | -                       | 48               | Throwing Copper           |
| 1995 | "Lightning Crashes"                           | -                 | 12                        | 1 [9]                    | 1 [10]                       | -                       | 33               | Throwing Copper           |
| 1995 | "All Over You"                                | -                 | 33                        | 4                        | 2                            | -                       | 48               | Throwing Copper           |
| 1995 | "White, Discussion"                           | -                 | 71                        | 15                       | 12                           | -                       | -                | Throwing Copper           |
| 1997 | "Lakini's Juice"                              | -                 | 35                        | 1 [1]                    | 2                            | -                       | 29               | Secret Samadhi            |
| 1997 | "Freaks"                                      | -                 | 73                        | 13                       | 5                            | -                       | 60               | Secret Samadhi            |
| 1997 | "Turn My Head"                                | -                 | 45                        | 3                        | 3                            | 38                      | -                | Secret Samadhi            |
| 1997 | "Rattlesnake"                                 | -                 | -                         | 18                       | 15                           | -                       | -                | Secret Samadhi            |
| 1999 | "The Dolphin's Cry"                           | 78                | 65                        | 3                        | 2                            | -                       | 62               | The Distance to Here      |
| 2000 | "Run to the Water"                            | -                 | -                         | 14                       | 17                           | -                       | -                | The Distance to Here      |
| 2000 | "They Stood Up for Love"                      | -                 | -                         | 31                       | 24                           | -                       | -                | The Distance to Here      |
| 2001 | "Simple Creed"                                | -                 | -                         | 18                       | 11                           | -                       | -                | V                         |
| 2001 | "Overcome"                                    | -                 | -                         | 30                       | -                            | -                       | -                | V                         |
| 2001 | "Forever May Not Be Long Enough"              | -                 | -                         | -                        | -                            | -                       | -                | V                         |
| 2001 | "Like a Soldier"                              |                   |                           |                          |                              |                         | -                | V                         |
| 2003 | "Heaven"                                      | 59                | 56                        | 33                       | 33                           | 2                       | -                | Birds of Pray             |
| 2003 | "Sweet Release"                               |                   |                           |                          |                              |                         |                  | Birds of Pray             |
| 2004 | "Run Away"                                    | -                 | -                         | -                        | -                            | 20                      | -                | Birds of Pray             |
| 2004 | "We Deal in Dreams"                           | -                 | -                         | -                        | -                            | 36                      | -                | Awake: The Best of Live   |
| 2006 | "The River"                                   | -                 | -                         | -                        | -                            | 33                      | -                | Songs from Black Mountain |
| 2006 | "Mystery"                                     | -                 | -                         | -                        | -                            | -                       | -                | Songs from Black Mountain |
| 2006 | "Wings"                                       | -                 | -                         | -                        | -                            | -                       | -                | Songs from Black Mountain |
| 2009 | "Forever"                                     | -                 | -                         | -                        | -                            | -                       | -                | Live at the Paradiso      |